# Bockwindmühle Fermersleben

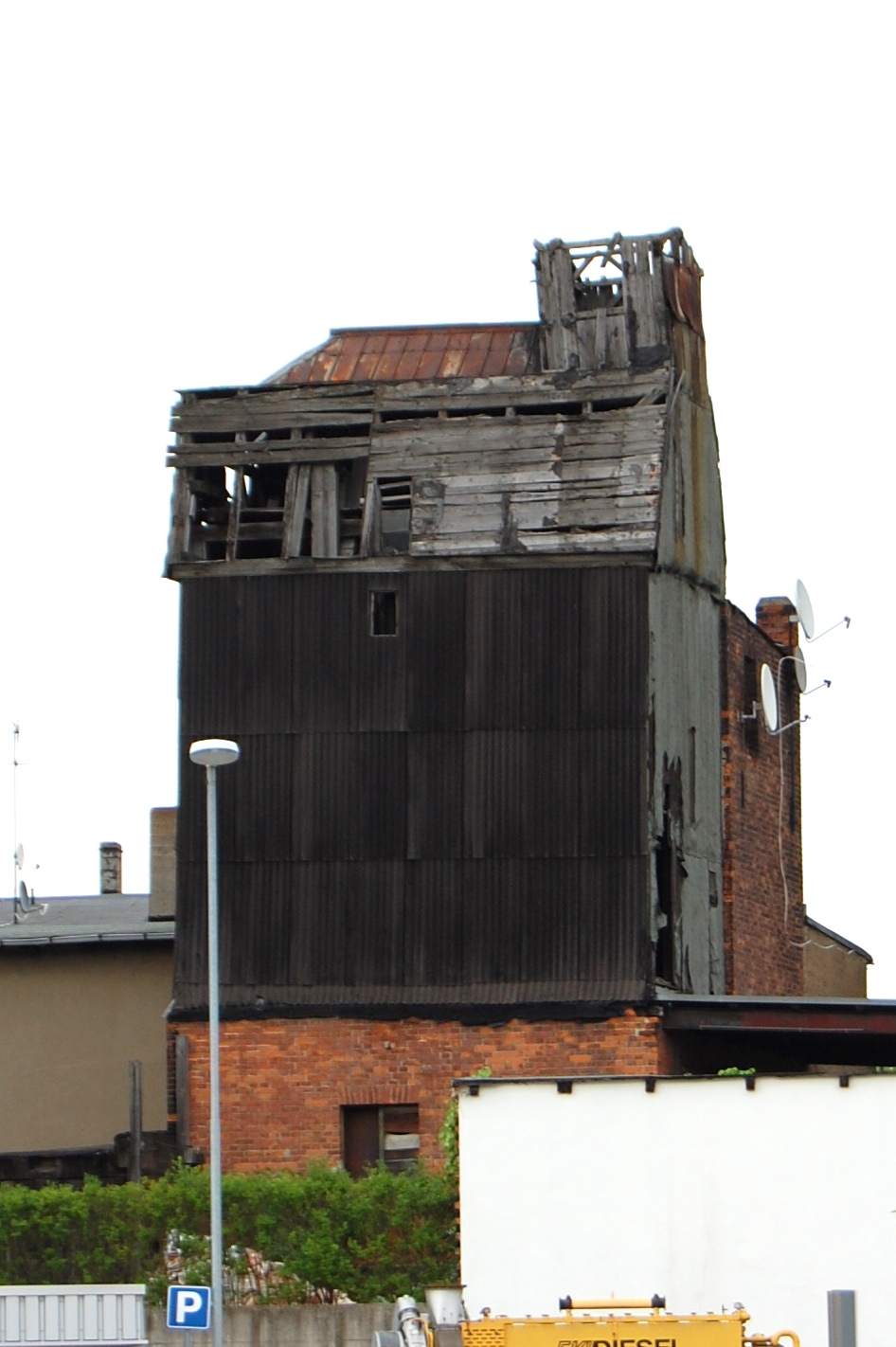
Bockwindmühle Fermersleben im Jahr 2010, Blick vom SKL-Gelände

Die Bockwindmühle Fermersleben ist eine im Magdeburger Stadtteil Fermersleben befindliche Bockwindmühle. Sie ist nur in Resten erhalten.

## Lage
Sie steht am westlichen Ende der Reichweinstraße, am westlichen Rand der Fermersleber Ortslage. Unmittelbar westlich der Mühle befindet sich das SKL-Betriebsgelände.

## Geschichte
Ursprünglich befand sich die Mühle etwas weiter nordöstlich auf dem Gelände des heutigen Kriegerdenkmal Fermersleben, nördlich des Dorfes. Durch einen Neubau der Landstraße von Magdeburg nach Schönebeck (Elbe) Anfang des 19. Jahrhunderts, machte sich eine Umsetzung der Mühle erforderlich. Während der Napoleonischen Besatzungszeit wurde die Windmühle an ihren heutigen Standort versetzt. Die Windmühle stand und steht im Eigentum der Familie Böckelmann. Auch eine Futtermittelhandlung gehörte zur Mühle. In der Zeit um 1920 rückte die Bebauung der Firma Rudolf Wolf, das heutige SKL-Gelände, an den Mühlenstandort heran. Die Windnutzung war dadurch beeinträchtigt. Der Mühlenbetrieb wurde zunächst auf Dampf umgestellt. Später diente ein Dieselmotor als Antrieb. Bis in die 1950er Jahre wurde noch Mehl gemahlen, dann erfolgte eine Umstellung der Produktion. Es wurden nun für den industriellen Bedarf Mineralien gemahlen. Insbesondere Feldspat, Glimmer und Aluminiumasche wurden verarbeitet.
Heute (Stand 2013) ist die Mühle stillgelegt und das ehemalige Windmühlengebäude vom Verfall bedroht.